# Brianne Tju

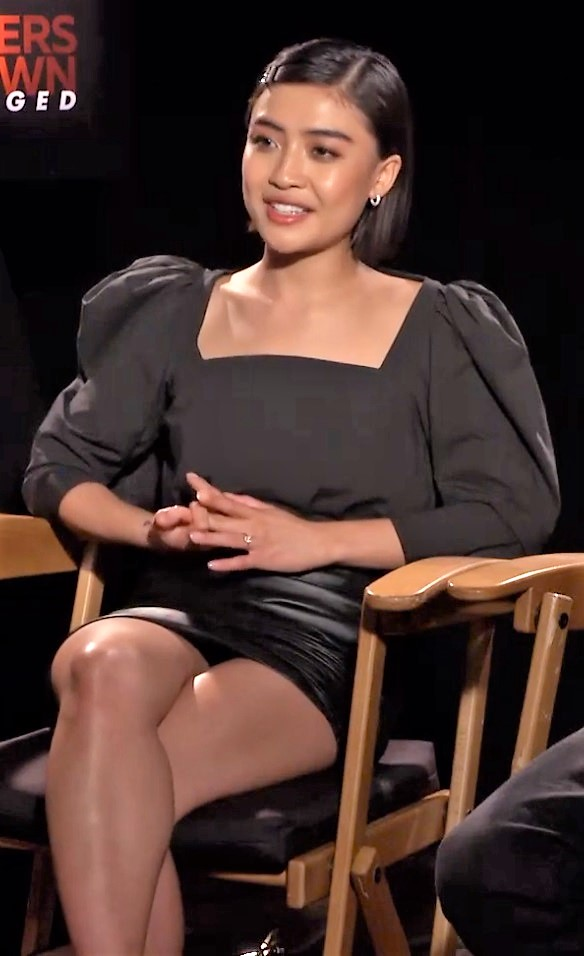
Brianne Tju 2019

Brianne Ashleigh Tju [ˈtʃuː] (* 14. Juni 1998 in Chino Hills, Kalifornien) ist eine US-amerikanische Schauspielerin.

## Leben und Karriere
Tjus Eltern stammen aus Indonesien. Sie kam zum Schauspiel, als sie mit sieben Jahren von einem Agenten angesprochen wurde, und begann mit Werbung. Sie ging nicht auf die High School, sondern wurde heimunterrichtet und nahm Kurse an einer Universität. Ihre jüngste Schwester Haley Tju ist ebenfalls Schauspielerin.
Ihre ersten wiederkehrenden Serienrollen hatte sie 2007 in Einfach Cory! und 2010 in Make It or Break It. Weitere folgten 2013 in See Dad Run und ab 2014 in Liv und Maddie. 2015 spielte sie eine Nebenrolle in der ersten Staffel von Scream und 2017 eine Hauptrolle in Love after first Failure. Von 2018 bis 2019 verkörperte sie die Hauptfigur Alex Portnoy in Leicht wie eine Feder, mit der sie 2019 und 2020 für Daytime Emmy Awards nominiert wurde.

## Filmografie (Auswahl)
- 2007–2008: Einfach Cory! (Cory in the House, Fernsehserie, 5 Episoden)
- 2009: Opposite Day
- 2010: Lilly’s Light (Fernsehfilm)
- 2010: Sons of Tucson (Fernsehserie, Episode 1x06)
- 2010–2011: Make It or Break It (Fernsehserie, 4 Episoden)
- 2011: Lass es, Larry! (Curb Your Enthusiasm, Fernsehserie, Episode 8x01)
- 2011: R. L. Stine’s The Haunting Hour (Fernsehserie, Episode 2x09)
- 2012: So ein Zufall! (So Random!, Fernsehserie, 2 Episoden)
- 2013: Save Me – Nicht schon wieder! (Fernsehserie, 3 Episoden)
- 2013–2014: See Dad Run (Fernsehserie, 7 Episoden)
- 2014–2016: Liv und Maddie (Liv and Maddie, Fernsehserie, 4 Episoden)
- 2015: Pass the Light
- 2015: Die Thundermans (The Thundermans, Fernsehserie, Episode 2x19)
- 2015: Scream (Fernsehserie, 3 Episoden)
- 2016: Grey’s Anatomy (Fernsehserie, Episode 12x20)
- 2016: The Crooked Man (Fernsehfilm)
- 2017: Famous in Love (Fernsehserie, 2 Episoden)
- 2017: Life After First Failure (Fernsehserie, 6 Episoden)
- 2018: 9-1-1 (Fernsehserie, Episode 1x04)
- 2018: Love Daily (Fernsehserie, 1 Episode 1x02)
- 2018: Mr. Griffin – Kein Bock auf Schule (A. P. Bio, Fernsehserie, Episode 1x13)
- 2018–2019: Leicht wie eine Feder (Light as a Feather, Fernsehserie, 26 Episoden)
- 2019: iZombie (Fernsehserie, Episode 5x05)
- 2019: 47 Meters Down: Uncaged
- 2020: Chicago P.D. (Fernsehserie, Episode 7x13)
- 2021: Ich weiß, was du letzten Sommer getan hast (I Know What You Did Last Summer, Fernsehserie, 8 Episoden)
- 2022: Three Months
- 2022: Gone in the Night
- 2022: Unhuman
- 2022: High School (Fernsehserie)
- 2024: Ugly – Verlier nicht dein Gesicht (Uglies)

## Nominierungen
Daytime Emmy Award
- 2019: Outstanding Supporting Actress in a Digital Daytime Drama Series, in Leicht wie eine Feder
- 2020: Outstanding Principal Performance in a Daytime Program, in Leicht wie eine Feder